# Divizia Mixtă bulgară (1916-1918)
Divizia Mixtă bulgară a fost una din marile unități tactice ale Armatei Bulgariei, participantă la acțiunile militare de pe frontul român, în timpul Primului Război Mondial. În această perioadă, a fost comandată de generalul de brigadă Todor Kantardjiev.  :p. 185
În campania anului 1916 de pe teritoriul României a luat parte la Luptele de la Bazargic, Luptele de pe vechea frontieră din Dobrogea, Bătălia de pe aliniamentul Rasova-Cobadin-Tuzla,
Lupta de la Cobadin, Lupta de la Amzacea, Lupta de la Pervel, Lupta de la Muratan-Tuzla și Operația de pe Argeș și Neajlov. :passim